# MIDI-контролер

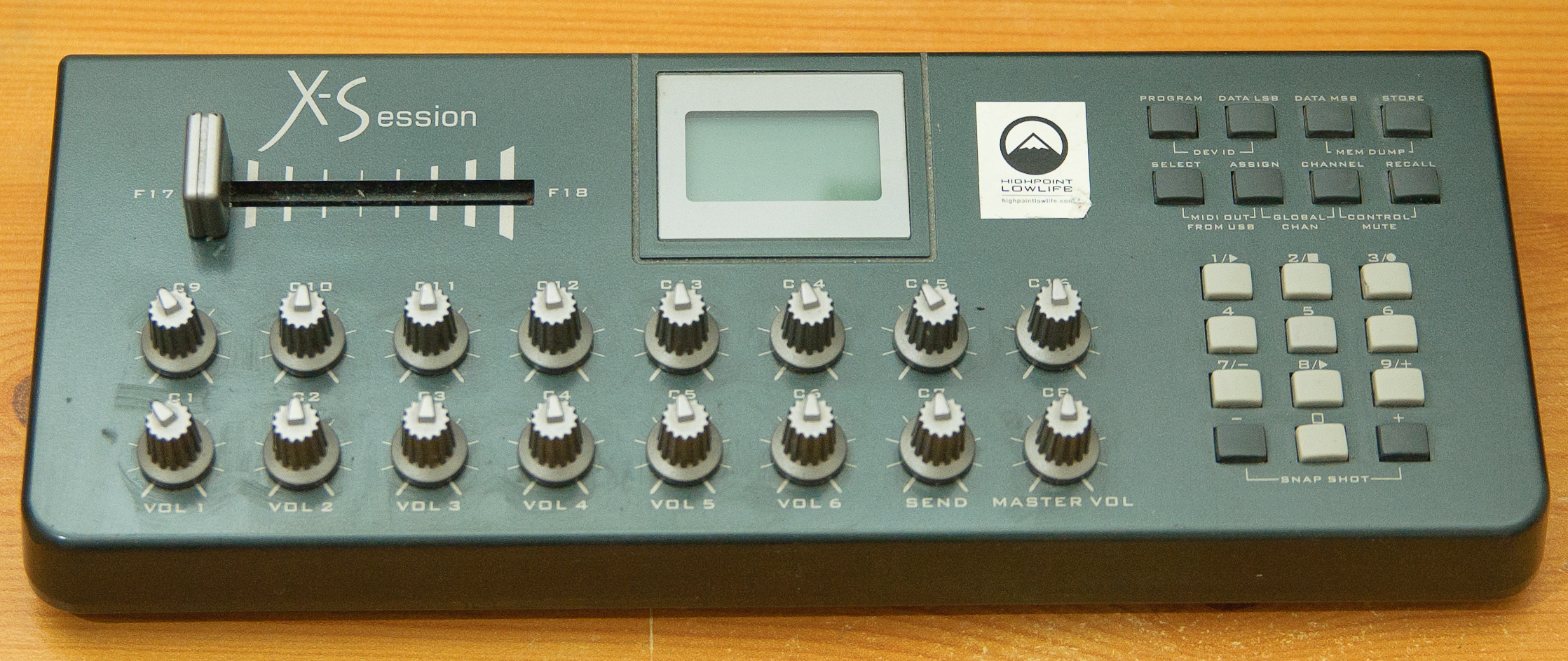
MIDI-контролер X-Session.

MIDI-контролер — пристрій, що перетворює певний фізичний процес у набір цифрових команд формату MIDI. Фізичним процесом може бути все, що завгодно — від натискання пальцем на клавішу до повороту ручки гучності. Отриманий потік команд передається за допомогою протоколу MIDI іншим пристроям — комп'ютеру, апаратним семплерам, синтезаторам або зовнішнім секвенсерам і розшифровується там певним чином.
Найпоширенішим типом MIDI-контролера є MIDI-клавіатура — електронний аналог клавіатури фортепіано. Також існує безліч інших типів контролерів — панелі з наборами ручок, датчики для електрогітари і спеціальні MIDI-гітари, електронні ударні установки, інші інструменти (наприклад, баян, акордеон або континуум).